# Norman Rockwell
Norman Rockwell (ur. 3 lutego 1894, zm. 8 listopada 1978) – amerykański malarz i ilustrator, najbardziej znany jako autor okładek dla The Saturday Evening Post, z którym współpracował przez ponad cztery dekady. Do najbardziej znanych jego prac należy seria z Williem Gillisem, jeden z wizerunków Rózi Nitowaczki i cykl Cztery wolności oraz Anna chce spać.